# Place du Pont-Saint-Michel
La place du Pont-Saint-Michel est une ancienne voie des actuels 5e et 6e arrondissements de Paris. Elle disparait lors du percement de la place Saint-Michel dans les années 1860.

## Origine du nom
La voie tient son nom du fait qu'elle était au débouché du pont Saint-Michel qui tire lui-même son nom de son voisinage de l'ancienne chapelle Saint-Michel du Palais.

## Situation
La voie était située dans l'ancien 11e arrondissement : quartier de l'École-de-Médecine, côté pair ; quartier de la Sorbonne, côté impair. Les numéros suivaient ceux de la rue de la Barillerie, située de l'autre côté de la Seine sur l'île de la Cité (actuel boulevard du Palais).
Elle commençait au niveau des quais Saint-Michel et des Grands-Augustins (rue du Hurepoix avant 1806). Elle finissait rue de la Huchette et rue Saint-André-des-Arts. Elle était située au débouché du pont Saint-Michel ; la rue de la Boucherie (ou rue de la Vieille-Boucherie, actuellement partie de la rue de la Harpe), ainsi que la rue de l'Hirondelle aboutissaient également sur cette place.

## Histoire
Une décision ministérielle du 29 nivôse an VIII (18 février 1800) fixe la largeur de cette voie publique à 32 m. En 1809, on commence à élargir cette place qui était alors étroite et bordée de misérables constructions. Une ordonnance royale du 22 août 1840, confirme le plan de l'an VIII.
Les ventes par autorité de justice se faisaient autrefois sur cette place. Une petite voie, nommée ruelle du Cagnard, permet de descendre vers la Seine.
Le percement du boulevard Saint-Michel et du boulevard Saint-André (rattaché en 1912 à la place Saint-Michel), déclaré d'utilité publique en 1855, entraîne la disparition de la place du Pont-Saint-Michel, d'une partie de la rue Saint-André-des-Arts, d'une partie de la rue de l'Hirondelle et d'une partie du quai des Grands-Augustins,.